# Nikolaj Nikolaevič Zinin
Nikolaj Nikolaevič Zinin in russo Николай Николаевич Зинин? (Şuşa, 25 agosto 1812 – San Pietroburgo, 18 febbraio 1880) è stato un chimico russo.

## Biografia
Nonostante avesse conseguito una laurea in matematica all'Università di Kazan', insegnò chimica, dal 1835. Per migliorare le proprie conoscenze decise di studiare in Europa, tra il 1838 e il 1841. A Gießen incontra Justus Liebig, con cui completa i suoi studi sulla condensazione benzoinica, scoperta dallo stesso Liebig parecchi anni prima. Presentò i suoi risultati all'Università di San Pietroburgo dove ricevette il suo Ph.D. Divenne Professore di Chimica nello stesso anno all'Università di Kazan che lasciò per l'Università di San Pietroburgo nel 1847, dove diventò anche membro dell'Accademia delle Scienze di San Pietroburgo. Fu il primo presidente della Società Russa per la Fisica e la Chimica (1868-1877). A San Pietroburgo, Zinin fu l'insegnante privato di chimica del giovane Alfred Nobel.

## Attività
È anche conosciuto per la reazione di Zinin o riduzione di Zinin, che da lui prende il nome. Nel 1842 ebbe un ruolo importante nell'identificazione dell'anilina.